# Верещак, Александр Петрович
Александр Петрович Верещак — советский и украинский учёный, доктор технических наук, профессор, лауреат Государственной премии Украины в области науки и техники.

## Биография
Родился 3 октября 1949 в г. Дергачи Харьковской области.
Окончил Харьковский институт радиоэлектроники по специальности «Автоматика и телемеханика» (1972) и Академию народного хозяйства по специальности «Управление бизнесом» (1993).
В 1966—1981 гг. работал на Харьковском приборостроительном заводе им. Т. Г. Шевченка в должностях от техника и инженера до начальника производства.
С 1981 года работал в Научно-исследовательском институте радиотехнических измерений (НИИРИ): заместитель главного инженера, главный инженер, с 1988 директор института, с 1997 г. директор и председатель правления.
С 1990 кандидат, с 2007 доктор технических наук, профессор (2005).
Лауреат Государственной премии Украины в области науки и техники (1996).
Заслуженный машиностроитель Украины (1995) — за весомый личный вклад в укрепление научно-технического и производственного потенциала ракетно-космической отрасли. Награждён орденами «За заслуги» 3-й (2001), 2-й (2005) и 1-й (2009) степеней.
Умер 01.10.2018.